# Nguyễn Văn Trị
Nguyễn Văn Trị (sinh 1968) là một sĩ quan cấp cao trong Quân đội nhân dân Việt Nam, hàm Thiếu tướng, hiện là Bí thư Đảng ủy, Chính uỷ Binh chủng Thông tin Liên lạc.

## Xuất thân
Ông sinh năm 1968, quê quán ở huyện Thạch Thất, thành phố Hà Nội.

## Thân thế binh nghiệp
Trước năm 2014, ông là Chính uỷ Lữ đoàn Thông tin 205.
Năm 2014, ông được bổ nhiệm làm Phó Chủ nhiệm chính trị Binh chủng Thông tin Liên lạc.
Từ tháng 9/2017 đến tháng 8/2018, ông tham gia Lớp đào tạo cán bộ cao cấp chiến dịch, chiến lược tại Học viện Quốc phòng.
Năm 2018, ông được bổ nhiệm làm Chủ nhiệm chính trị Binh chủng Thông tin Liên lạc.
Tháng 6 năm 2019, ông được Bộ Quốc phòng bổ nhiệm giữ chức Phó Chính uỷ Binh chủng Thông tin Liên lạc.
Tháng 8 năm 2023, ông được Bộ Quốc phòng bổ nhiệm giữ chức Chính uỷ Binh chủng Thông tin Liên lạc.
Thiếu tướng (2023)